# Kassziopeia (keresztnév)
A Kassziopeia  görög eredetű női név. Kassziopeia a görög mitológiában Etiópia királynője. A Cassiopeia csillagkép az északi égbolton. Jelentése: kasszia nektár.

## Gyakorisága
Az 1990-es években, a 2000-es években nem szerepel a 100 leggyakoribb női név között.

## Névnapok
Hivatalos névnapja nincs, csak ajánlott:
- Január 15.
- Április 15.
- Július 15.
- Október 15.

## Híres Kassziopeiák
- Kassziopeia: a görög mitológiában Etiópia királynője